# Мамил
Мамил (на английски: mamil, MAMIL) е спортен термин от колоезденето.
Представлява акроним от „мъж на средна възраст в ликра“ (middle-aged man in lycra). Означава любител-колоездач с велосипед (обикновено скъп) за шосейно колоездене, облечен в колоездачен екип, изработен с ликра.
Този неологизъм е създаден от британската маркетингова компания „Минтел“ (Mintel) през 2010 г. Купуването на велосипед е представяно като здравословно решение за кризата на средната възраст вместо скъп спортен автомобил. Придобива още по-голяма известност във Великобритания с победата на Брадли Уигинс в Tour de France (2012) и на Летните олимпийски игри през същата 2012 г.
Популярността му в Австралия се свързва, освен с британското влияние, и с победата на Кадел Еванс в Tour de France 2011. Настоящият министър-председател на страната Тони Абът (Tony Abbott) също е наричан „мамил“.